# Armer en flûte

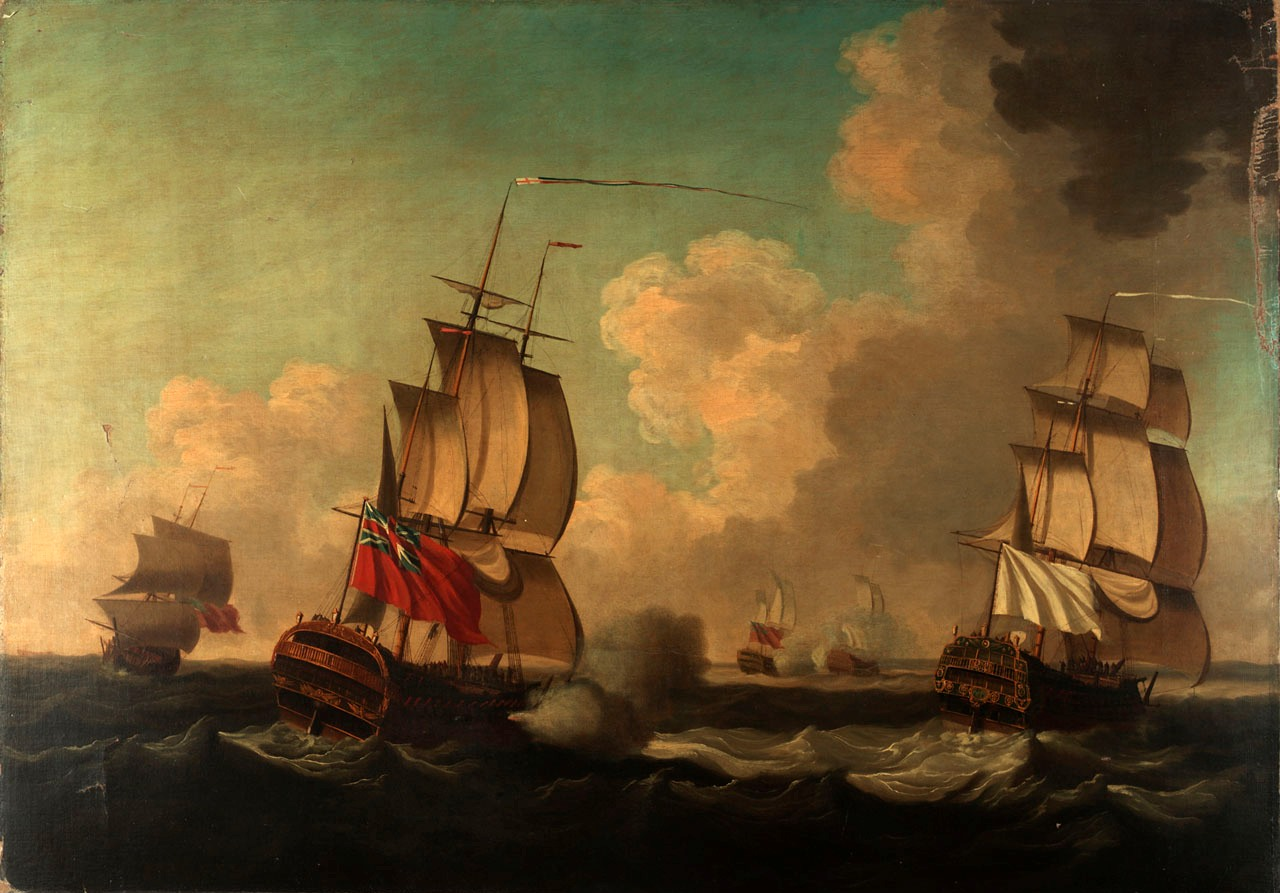
Eroberung der Alcide und der Lys im Seegefecht vom 8. Juni 1755; das 64-Kanonen-Schiff Lys war en flûte bewaffnet, die Bewaffnung war auf 22 Kanonen reduziert.

Armer en flûte (frz. armer en flûte = „wie eine Fleute bewaffnen“) ist ein französischer Ausdruck aus dem Zeitalter der Segelschiffe. Er bezeichnet die reduzierte Bewaffnung eines Kriegsschiffs, das als Transportschiff verwendet wurde.

## Namensherkunft
Der Ausdruck stammt von dem französischen Namen für Fleute, die als Handelsschiff und Marinehilfsschiff weit verbreitet waren (siehe Seine-Klasse). Dieser Name stammt wiederum von dem niederländischen Namen Fluit, das vermutlich verbreitetste Transportschiff während des 17. Jahrhunderts.
Im Gegensatz dazu wurden Schiffe, die vollständig mit Seemännern, Kanonen und Munition ausgestattet waren, als armé en guerre (frz. armé en guerre = „für den Krieg bewaffnet“) bezeichnet.

## Beschreibung
Manche Kriegsschiffe wie Linienschiffe und Fregatten wurden gelegentlich leichter bewaffnet, indem man die Anzahl der Kanonen und das Kaliber der Kanonen reduzierte. Da Schiffe eine begrenzte Menge an Fracht aufnehmen können, konnten sie en flûte bewaffnet werden, um Kapazität für andere Fracht wie Truppen oder Munition zu haben. Dies reduzierte natürlich sein eigenes Verteidigungsvermögen.
Diese Taktik war im Zeitalter der Segelschiffe, als die Batteriedecks den meisten Platz oberhalb der Wasserlinie einnahmen, von größter Bedeutung. Die Bewaffnung eines Schiffs zu reduzieren, bedeutete eine enorme Platzersparnis, da auch die Anzahl der Kanoniere und deren Ausrüstung und Verpflegung reduziert werden konnte. Die Größe der Besatzung eines Segelschiffs wurde hauptsächlich durch die Anzahl der Kanonen bestimmt. Für jede Kanone benötigte man mehrere Mann, da man meist alle Kanonen auf einer Schiffsseite gleichzeitig brauchte. Die Anzahl der Mann, die man für das Gefecht brauchte, war wesentlich höher als die Besatzung, die für das Segeln nötig war. Die Bewaffnung eines Linienschiff en flûte hatte etwa noch ein Viertel der üblichen Bewaffnung und konnte über 1.000 Soldaten transportieren.
Während des Siebenjährigen Kriegs in Nordamerika schickten zum Beispiel die Franzosen 3.000 Soldaten an Bord einer großen Schwadron von Kriegsschiffen, um Kanada zu unterstützen. Diese Schiffe waren en flûte bewaffnet, um die Soldaten aufnehmen zu können.